# Puccinia alpina
Puccinia alpina ist eine Ständerpilzart aus der Ordnung der Rostpilze (Pucciniales). Der Pilz ist ein Endoparasit von Veilchen. Symptome des Befalls durch die Art sind Rostflecken und Pusteln auf den Blattoberflächen der Wirtspflanzen. Sie ist paläarktisch verbreitet.

## Merkmale

### Makroskopische Merkmale
Puccinia alpina ist mit bloßem Auge nur anhand der auf der Oberfläche des Wirtes hervortretenden Sporenlager zu erkennen. Sie wachsen in Nestern, die als gelbliche bis braune Flecken und Pusteln auf den Blattoberflächen erscheinen.

### Mikroskopische Merkmale
Das Myzel von Puccinia alpina wächst wie bei allen Puccinia-Arten interzellulär und bildet Saugfäden, die in das Speichergewebe des Wirtes wachsen. Spermogonien und Aecien der Art sind unbekannt. Gleiches gilt für Uredien des Pilzes. Die auf den Blättern der Wirtspflanzen wachsenden Telien der Art sind schwarzbraun und zunächst von der Epidermis bedeckt, brechen aber früh hervor. Die hellbraunen Teliosporen sind zweizellig, in der Regel ellipsoid bis breit spindelförmig, netzig und 35–52 × 14–21 µm groß. Ihre Stiele sind farblos und kurz.

## Verbreitung
Das bekannte Verbreitungsgebiet von Puccinia alpina umfasst das eurasische Areal seiner Wirtsgattung.

## Ökologie
Die Wirtspflanzen von Puccinia alpina sind verschiedene Veilchenarten (Viola spp.). Der Pilz ernährt sich von den im Speichergewebe der Pflanzen vorhandenen Nährstoffen, seine Sporenlager brechen später durch die Blattoberfläche und setzen Sporen frei. Die Art verfügt über einen wahrscheinlich mikrozyklischen Entwicklungszyklus von dem bislang nur Telien bekannt sind.